# Readme
Readme (ili read me) je tekstualna datoteka koja ima informacije o ostalim datotekama u direktoriju ili arhivu te koja se često distribuira sa softverom. Obično je riječ o README.TXT, README.1ST, READ.ME ili jednostavno README datoteci. U pojedinim slučajevima readme datoteka je nastavka .doc, .wri ili .rtf.
Sadržaj readme datoteke tipično uključuje neke ili sve navedene stavke:
- upute za instalaciju softvera
- upute za konfiguraciju
- popis datoteka u direktoriju ili arhivi (file manifesto)
- informacije o licenciranju i autorskim pravima
- kontaktne informacije distributera ili programera
- poznate bugove
- autori i priznanja
- zapis o promjenama (changelog)
- rješavanje problema (troubleshooting)

Kod brojnih besplatnih programa, posebno onih koji slijede Gnit standarde ili su napravljeni s GNU Autotoolsima, često uključuju set datoteka, koje, premda nemaju ime readme, se smatraju vrstom readme datoteka:
| README            | općenite informacije                                                          |
| AUTHORS           | autori koji su napravili program                                              |
| THANKS            | priznanja i zahvale                                                           |
| ChangeLog         | detaljni zapis promjena namijenjen programerima                               |
| NEWS              | općeniti zapis promjena, tj. novosti u programu, namijenjen općim korisnicima |
| INSTALL           | upute za instalaciju                                                          |
| COPYING / LICENSE | informacije o licenciranju i autorskim pravima                                |
| BUGS              | poznati bugovi i upute kako prijaviti nove                                    |
Ostale datoteke koje često dolaze sa softverom su FAQ (Frequently Asked Questions - hrv. često postavljena pitanja, hrv. ČPP) i TODO za moguće promjene u budućnosti.